# Straight Shooter
Straight Shooter är rockbandet Bad Companys andra album och släpptes i april 1975. Albumet blev nästan lika framgångsrikt som föregångaren, Bad Company, vilket till stor del berodde på låtarna "Feel Like Makin' Love" och "Shooting Star". Övriga låtar på albumet har inte mottagits lika positivt.

## Låtlista
1. "Good Lovin' Gone Bad" (Mick Ralphs) - 3:35
2. "Feel Like Makin' Love" (Mick Ralphs/Paul Rodgers) - 5:12
3. "Weep No More" (Simon Kirke) - 3:59
4. "Shooting Star" (Paul Rodgers) - 6:14
5. "Deal with the Preacher" (Mick Ralphs/Paul Rodgers) - 5:01
6. "Wild Fire Woman" (Mick Ralphs/Paul Rodgers) - 4:32
7. "Anna" (Simon Kirke) - 3:41
8. "Call on Me" (Paul Rodgers) - 6:03

## Listplaceringar
| Lista (1975)   | Position              |
| -------------- | --------------------- |
| Australien     | 8 (Kent Music Report) |
| Finland        | 13                    |
| Frankrike      | 13                    |
| Kanada         | 3 (RPM)               |
| Nederländerna  | 19                    |
| Norge          | 6 (VG-lista)          |
| Nya Zeeland    | 13                    |
| Storbritannien | 3 (UK Albums Chart)   |
| USA            | 69 (Billboard 200)    |
| Västtyskland   | 47                    |